# باشگاه ورزشی صفا
باشگاه ورزشی صفا بیروت (در عربی نادی الصفاء الریاضی بیروت) (در انگلیسی Al-Safa SC Beirut) یک باشگاه ورزشی در کشور لبنان واقع در شهر بیروت است.

## کیت البسه
- ۱۹۹۹/۰۸: پوما
- ۲۰۰۸/۱۰: ادیداس
- ۲۰۱۰/۱۱: لوتو
- ۲۰۱۱/: جوما

## افتخارات
- لیگ برتر فوتبال لبنان: ۳

۲۰۱۱/۱۲، ۲۰۱۲/۱۳، ۲۰۱۵/۲۰۱۶
- جام اتحادیه لبنان: ۳

۱۹۶۴/۶۵، ۱۹۸۶/۸۷، ۲۰۱۲/۱۳
- سوپر جام لبنان: ۱

۲۰۱۳/۱۴
- الیت جام لبنان: ۲

۲۰۰۸/۰۹، ۲۰۱۱/۱۲

## تورنمنت
- جام عالی:

۱۹۷۲، ۱۹۷۴
- تورنمنت ال-ازا:

۱۹۷۹، ۱۹۸۴
- تورنمنت ۱۶ مارس:

۱۹۸۳، ۱۹۸۴

## عملکرد در مسابقات AFC
- ای‌اف‌سی کاپ: ۵ حضور

۲۰۰۸: نایب قهرمان
۲۰۰۹: یک شانزدهم
۲۰۱۲: مرحله گروهی
۲۰۱۳: مرحله گروهی
۲۰۱۴: یک شانزدهم
- جام برندگان جام آسیا: ۲ حضور

۹۳–۱۹۹۲: انصراف در دور اول
۰۱-۲۰۰۰: انصراف در دور اول